# Caspe (kommunhuvudort)
Caspe är en kommunhuvudort i Spanien.   Den ligger i provinsen Provincia de Zaragoza och regionen Aragonien, i den östra delen av landet, 300 km öster om huvudstaden Madrid. Caspe ligger 171 meter över havet och antalet invånare är 8 054.
Terrängen runt Caspe är lite kuperad, och sluttar norrut. Runt Caspe är det glesbefolkat, med 11 invånare per kvadratkilometer. Caspe är det största samhället i trakten. Trakten runt Caspe består till största delen av jordbruksmark.